# Zilverbeek (Vlaams- en Waals-Brabant)

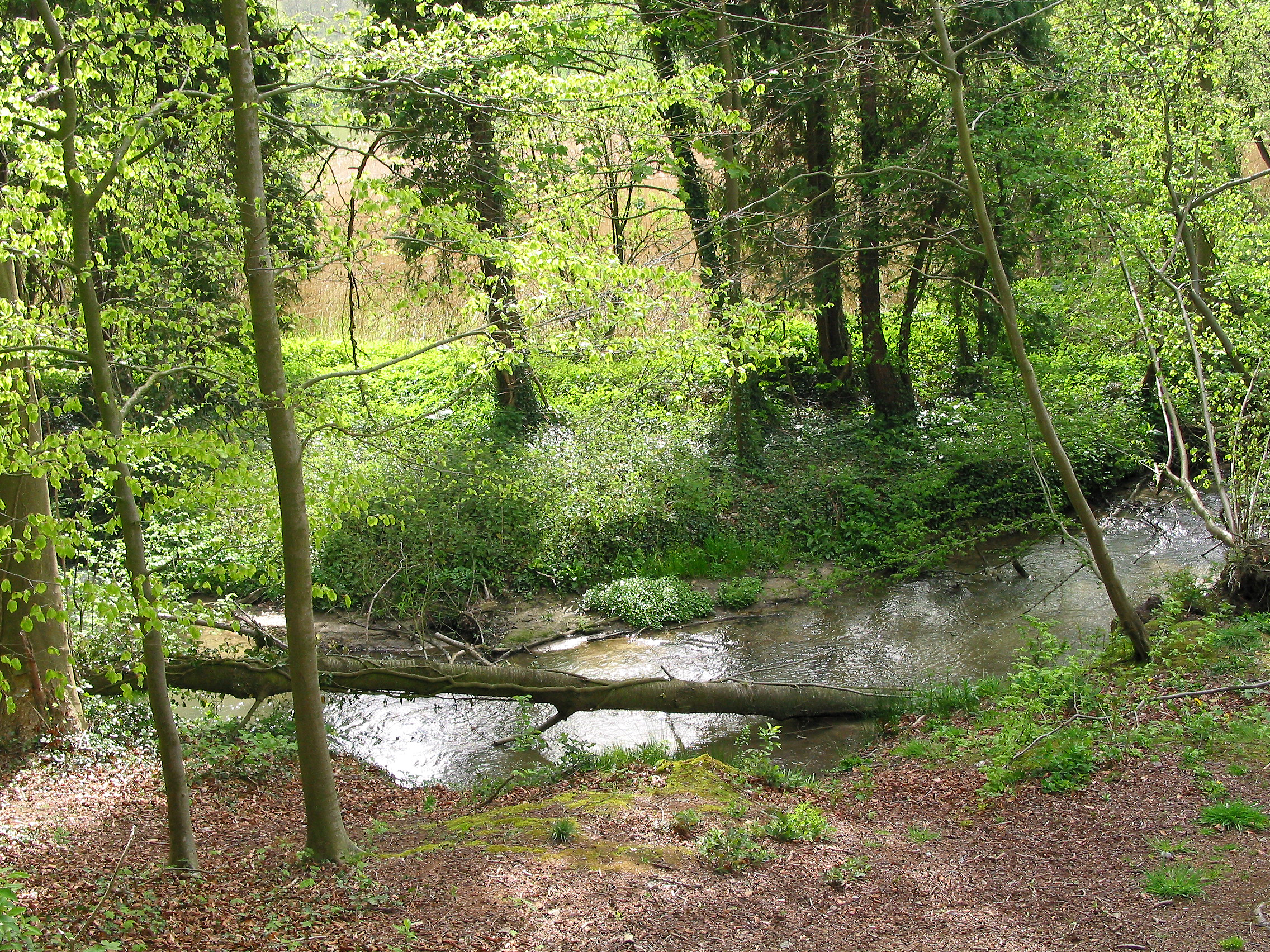
De Zilverbeek in Terhulpen

De Zilverbeek (Frans: Argentine) is een riviertje in Vlaams- en Waals-Brabant.  
De Zilverbeek ontspringt in het domein van Argenteuil en stroomt door de gemeenten Terhulpen, Overijse, Rixensart en Lasne, waar zij in de Laan uitmondt.